# لا بمل ماژور
لا بمل ماژور (انگلیسی: A-flat major) با مخفف (♭A) تنالیته‌ای‌  است بر پایه نت لا بمل و فواصل آن بر اساس گام ماژور است.

## تعریف
گام لا بمل ماژور شامل نت‌های : لا بمل، سی بمل، دو، ر بمل، می بمل، فا و سل است و دارای چهار علامت بمل در سرکلید است.
گام لابمل ماژور:
مینور نسبی آن فا مینور و گام موازی آن لا بمل مینور است.

## آثار در لابمل ماژور
- سونات ۱۲ پیانو (بتهوون)
- فینلاندیا